# Day by Day (bài hát của T-ara)
"Day By Day" là một bài hát của nhóm nhạc nữ Hàn Quốc T-ara, nằm trong EP cùng tên phát hành năm 2012. Đây là bài hát chủ đề chính trong album mà nhóm quảng bá trên các chương trình âm nhạc hàng tuần, được sáng tác bởi Kim Tae-hyun và sản xuất bởi Cho Young Soo và Ahn Young-min. Đây là một bài hát mang âm hưởng ballad với phần beat sử dụng nhạc cụ sáo, với lời bài hát nói về một cô gái khẩn thiết cầu xin chàng trai hãy mang cô theo cùng anh. Ngay sau khi phát hành, Day By Day đã nhanh chóng đạt hạng cao tại nhiều bảng xếp hạng âm nhạc lớn nhỏ tại Hàn Quốc. Video của bài hát chính thức phát hành ngày 03 tháng 7, với nội dung khoa học viễn tưởng vào năm 2023, với sự tham gia diễn xuất của các thành viên trong nhóm. Day By Day (Drama) gồm hai thành viên Hyomin và Park Ji-yeon diễn xuất, hợp tác cùng họ gương mặt trẻ của T-ara và là thành viên của nhóm nhỏ T-ara N4 - Dani. Về sau, sau khi ra mắt ca khúc Sexy Love, T-ara tiếp tục phát hành phần còn lại với thành viên Eun Jung (thay thế Dani trong "cô gái mù có siêu năng lực").

## Xếp hạng

### Xếp hạng tuần
| Bảng xếp hạng (2012)          | Vị trí cao nhất |
| ----------------------------- | --------------- |
| Gaon Chart                    | 2               |
| Billboard Korea K-Pop Hot 100 | 2               |
| KBS Music Bank                | 2               |
| M.net M! Countdown            | 4               |